# کروته
کروته (به فرانسوی: Crottet) یک کمون در فرانسه است که در canton of Pont-de-Veyle واقع شده‌ است.

## خصوصیات
کروته ۱۲٫۱۲ کیلومترمربع مساحت و ۱٬۷۲۳ نفر جمعیت دارد و ۱۷۶ متر بالاتر از سطح دریا واقع شده‌است.